# Луга (Ленинградска област)
Луга (на руски: Луга) е град в Русия, административен център на Лужки район, Ленинградска област. Населението на града към 1 януари 2018 година е 35 262.